# Bert Brinkman
Bert Brinkman (Nijverdal, 4 april 1968) is een voormalig Nederlandse waterpolospeler.
Brinkman nam eenmaal deel aan de Olympische Spelen, in 1992. Hij eindigde met het Nederlands team op de negende plaats.
Marc van Belkum · 
Bert Brinkman · 
Arie van de Bunt · 
Robert Havekotte · 
Koos Issard · 
John Jansen · 
Gijs van der Leden · 
Harry van der Meer · 
Hans Nieuwenburg · 
Remco Pielstroom · 
John Scherrenburg · 
Jalo de Vries · 
Jan Wagenaar